# チカーノ
チカーノ（スペイン語: Chicano）は、メキシコ系アメリカ人のアイデンティティのこと。狭義にはメキシコ系アメリカ人の2世以降を指すとすることもあるが、1世も含めることが多い。また、実際にはメキシコを出自としながら同国にそのアイデンティティを求めず、ヒスパニックアメリカンと自称するメキシコ系アメリカ人も存在する。西海岸のカリフォルニアや南部テキサスなど、メキシコとの国境に位置する州の居住者が多い。

## 概要
起源としては、ナワトル語の Mexitri のスペイン語派生語が言語学者の間で信じられている。メシカという単語の語源 Mexihcatl は単数形である。メキシカーノ（スペイン語ではメヒカーノ）の最初の音節が失われてチカーノとなったという説が有力となっている。チカーノは、20世紀初頭にメキシコ系労働者たちを指してその雇い主が使った差別用語として始まり、その後メキシコ本土にも低所得者層を指す言葉として広まった。チカーノの起源については諸説あるが、コミュニティではチカーノのアイデンティティを主張する傾向が依然として強いとされている。
1960から70年代に、メキシコ系アメリカ人が起こした文学的およびチカーノ運動と呼ばれる一連の政治的運動において、チカーノは民族の誇りを示す言葉となった。彼らはこの時代に、民族としてのアイデンティティを持ち始めたとも言える。

## チカーノの文化と音楽
音楽を中心とした、イーストロサンゼルスやテキサス州のチカーノ文化は特に有名である。1950年代、1960年代のリッチー・ヴァレンス、ハニバル&ヘッドハンターズ、プレミアーズ、ジー・ミッドナイターズなどは、メキシコ系アメリカ人によるロックを演奏したミュージシャンだった。 その後、サンタナ、ウォー、チーチ&チョン、エル・チカーノ、マロ、サポらが音楽文化を引き継いだ。チカーノの低所得層の若者は黒人たちと交流を持ち、近接した文化圏を持っている。カリフォルニア州南部のロサンゼルス、サンディエゴなどでは、ラッパーの一部にギャングスタ・ラッパーとなる者もいた。南カリフォルニアでは自動車産業に従事する者もおり、ローライダーと呼ばれる改造車を好んでいる。ウォーが1975年に発表した「ロー・ライダー」は、この文化の存在を知らしめた。
1980年代には、ロス・ロボスなどのロックバンドや、ティアラ（ティエラ）、ロッキー・パディーヤらが活躍した。また、チカーノ・ラッパーでは、キッド・フロスト（現：フロスト）、Ms.Krazie、Mr.Knightowl、Mr.Capone-E、Mr.クリミナルらが知られている。現地のローライダー専門マガジンとして、ローライダーマガジンが発行された。チカーノによるソウル/R&Bは「ブラウン・アイド・ソウル」と呼ばれることもある。アメリカ南部のテキサス州を中心としたメキシコ人のルーツ音楽は、「テハーノ・ミュージック」（テックス・メックス）と呼ばれる。

## チカーノの語義を再定義した人々
- ルーベン・サラサール[注釈 7]
- マルコス・サンチェス・トラキリノ